# Kálush
Kálush (en ucraniano: Калуш) es una ciudad de Ucrania que se encuentra al sudoeste de la óblast de Ivano-Frankivsk. Es el centro administrativo del raión Kalushskiy, aunque no pertenece al mismo.

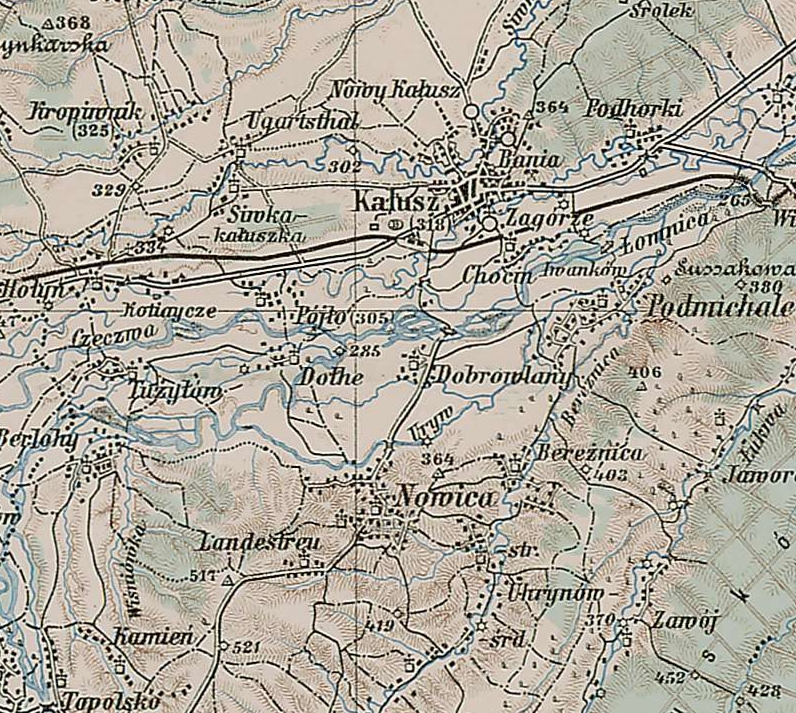
Kalush en 1889

## Geografía
Una de las características destacadas de Kalush es su ventajosa posición geográfica. En un radio de 300 km se encuentran las fronteras con Polonia - 150 km, Hungría - 300 km, Eslovaquia - 300 km, Rumanía - 240 km. 1/10 parte de la ciudad está formada por bosques.

## Población
Cuenta con una población de 67.589 habitantes, según censo de 2013. Constituyen el 4,8% de la población del óblast de Ivano-Frankivsk. 52,6% - mujeres, 47,4% - hombres (27,5% - pensionistas).

## Historia
La primera referencia escrita a esta ciudad se encuentra en crónicas de Galitzia, en 1437. Formaba parte del Reino de Polonia y desde 1569 de la República de las Dos Naciones como consecuencia de la unión en un solo estado de Polonia y Lituania. Con la primera partición de Polonia en 1772 pasó a formar parte de los territorios de los Habsburgo, por lo que fue una ciudad austríaca y desde 1867 hasta 1918 austrohúngara, dentro del Reino de Galitzia y Lodomeria.
Tras la Primera Guerra Mundial de acuerdo con el Tratado de Saint-Germain-en-Laye que desmembró Austria, formó parte de Polonia. Con la Invasión de Polonia al comienzo de la Segunda Guerra Mundial la ciudad pasó a formar parte de Rusia, anexión formalizada tras el triunfo soviético en 1945. Con la desintegración de la Unión Soviética la ciudad forma parte hoy en día de Ucrania.

## Personajes ilustres de Kalush
- Stepán Bandera
- August Aleksander Czartoryski
- Jakub Sobieski
- Jan "Sobiepan" Zamoyski
- Tomasz Zamoyski
- Kalush (grupo musical)
- Oleh Psiuk

## Ciudades hermanadas
- Bačka Palanka - Serbia
- Grand Prairie - EUA